# Damien Bonnard
Damien Bonnard (Alès, 22 de julho de 1978) é um ator francês. Ele é conhecido por ter desempenhado o papel principal do filme Na Vertical (2016) e Os Miseráveis (2019). Ele foi nomeado na categoria Melhor Revelação Masculina nos prêmios Cesar de 2017.